# Jay Robinson
Jay Robinson (Nova Iorque, 14 de abril de 1930 - Los Angeles, 27 de setembro de 2013) foi um ator estadunidense. Ele alcançou fama interpretando o Imperador Calígula no filme O Manto Sagrado (1953) e sua sequencia Demétrio e os Gladiadores (1954).